# سیکلید اوراتوس
سیکلید اوراتوس با نام علمی (Melanochromis auratus) یک گونه ماهی آب شیرین از خانواده سیکلید‌ها است. همچنین به نام‌های بونای طلایی و سیکلید طلایی مالاوی نیز شناخته می‌شود. اوراتوس بومی منطقه جنوبی دریاچه مالاوی، به ویژه از تپه جالو به سمت جنوب در امتداد کل ساحل غربی تا صخره‌های کروکودیل است.

## ویژگی‌ها
سیکلیدهای اوراتوس ماهی‌های کوچک و کشیده‌ای هستند که می‌توانند تا ۱۱ سانتیمتر (۴٫۳ اینچ) رشد کنند. ماهی‌های جوان و ماده‌ها به رنگ زرد روشن با نوارهای سیاه و سفید در نیمه بالایی بدن هستند. رنگ نرهای بالغ به شدت متفاوت و به رنگ قهوه ای تیره یا سیاه و نوارهای آبی روشن یا زرد در نیمه بالایی بدن است.

## در آکواریوم
سیکلید اوراتوس یکی از محبوب‌ترین سیچلایدهای مبونا در تجارت آکواریوم است. در فروشگاه‌های آکواریوم، معمولاً یک عدد نر غالب وجود دارد که به رنگ مشکی است، دیگر ماهی‌هایی که به رنگ زرد هستند عموماً «ماده» اند. اگر این نر غالب فروخته شود، نر بعدی که غالب می‌شود رنگ مشکی به خود می‌گیرد.

## تولیدمثل
مانند بسیاری از سیکلیدهای دیگر دریاچه مالاوی، سیکلیدهای اوراتوس نیز دهان پرور هستند. ماده‌ها تخم‌های بارورشده خود را در دهانشان نگه می‌دارند و به مدت چند هفته تا زمان تولد در دهان خود نگهداری می‌کنند.